# Alvescot
Alvescot is een civil parish in het bestuurlijke gebied West Oxfordshire, in het Engelse graafschap Oxfordshire met 472 inwoners.